# Paraplacodus
Paraplacodus broili
Famille
Genre
Espèce
Paraplacodus (« presque Placodus » ou « dent presque plate ») est un  genre éteint de placodontes, vivant au cours du Trias moyen, plus précisément à partir de l'Anisien jusqu'au Ladinien. Ses restes ont été découverts dans le nord de l'Italie et le genre a été nommé en 1931 par Bernhard Peyer. C'est le seul membre de la famille des Paraplacodontidae, et une seule espèce est identifiée jusqu'à présent, Paraplacodus broili. Comme l'indique son nom, il a une forte ressemblance avec le genre Placodus.

## Description
Paraplacodus aurait atteint une taille pouvant aller jusqu'à deux mètres pour un poids de vingt kilogrammes seulement. 

### Mâchoires

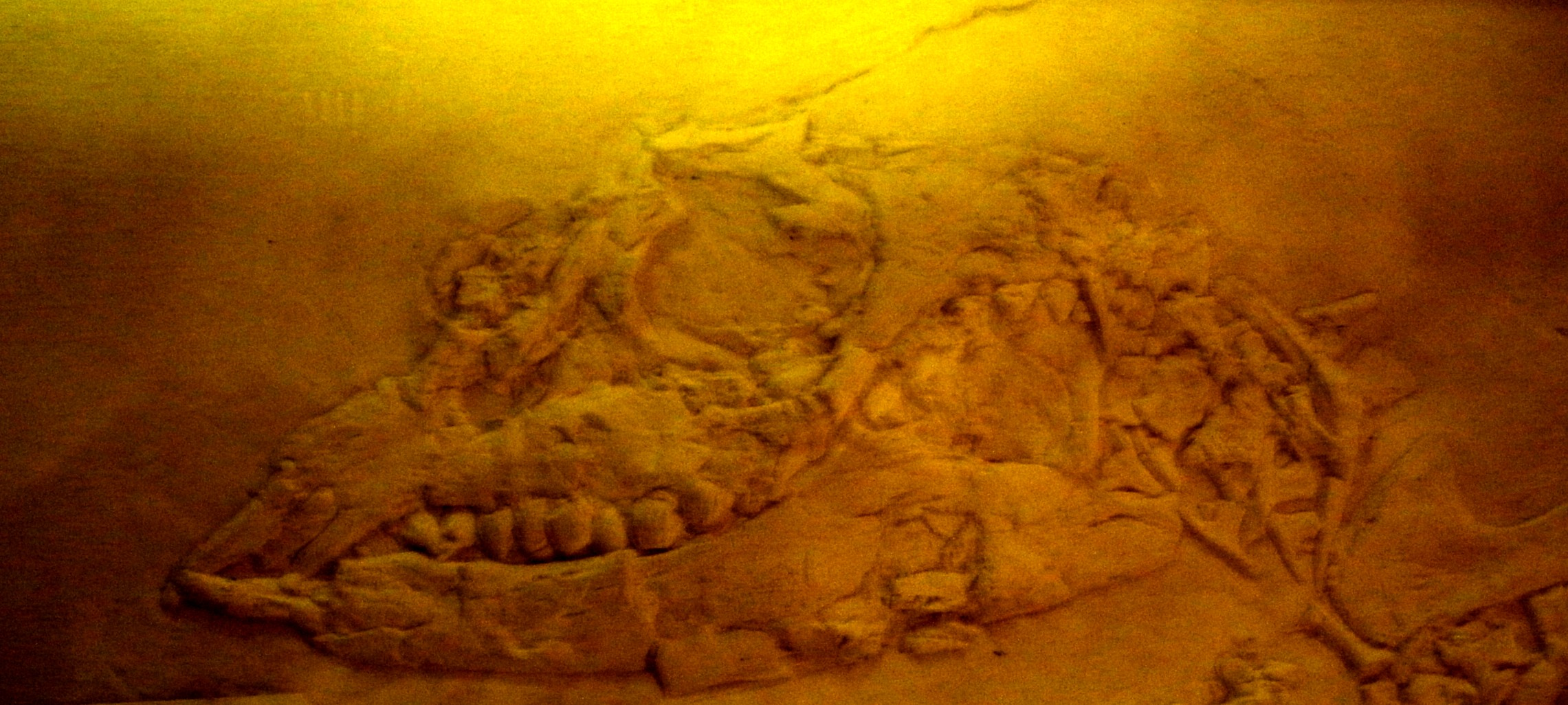
Mâchoire de P. broili

Ses mâchoires adaptées pour manger des coquillages, possédant trois paires de dents saillantes dans la rangée au sommet, deux paires de dents de même type dans la rangée à l'avant et des dents de broyages arrondis sur les mâchoires inférieure et supérieure.

### Cage thoracique
Paraplacodus possédait d'épaisses nervures sur la cage thoracique avec une section transversale presque carrée, ce qui lui a permis de rester à proximité des fonds marins pour chasser sa nourriture.

## Classification

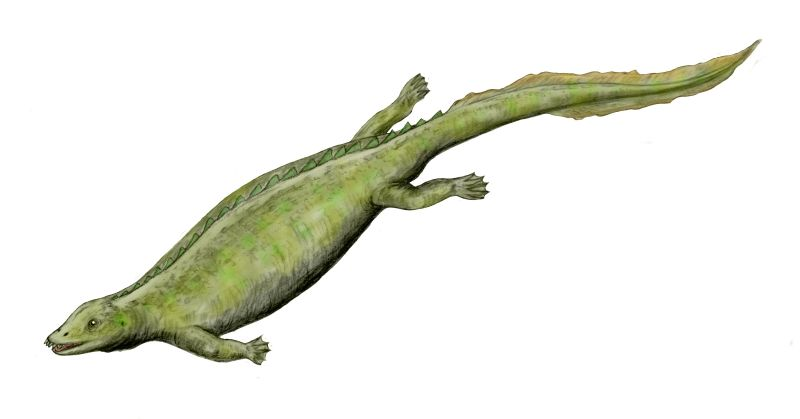
Restitution de Paraplacodus par le paléoartiste Nobu Tamura.

Comme environ tous les placodontes connus, Paraplacodus était un « reptile » aquatique qui se nourrissait presque exclusivement de crustacés. La plupart des espèces connus de Placodontia sont divisés en deux groupes :
- Les Placodontoidea : ils ne sont pas blindés et ont une apparence semblable à un triton.
- Les Cyamodontoidea : ils ressemblent à nos tortues actuelles et sont lourdement blindés.

Paraplacodus appartient aux Placodontoidea.

### Phylogénie
- Classe Sauropsida
  - Super-ordre Sauropterygia
    - Ordre Placodontia
      - Super-famille Placodontoidea
        - Famille Paraplacodontidae
          - Genre Paraplacodus

        - Famille Placodontidae
          - Genre Placodus

      - Super-famille Cyamodontoidea
        - Famille Henodontidae
          - Genre Henodus

        - Famille Cyamodontidae
          - Genre Cyamodus
          - Genre Protenodontosaurus

        - Famille Placochelyidae
          - Genre Glyphoderma
          - Genre Placochelys
          - Genre Psephochelys
          - Genre Psephoderma

      - incertae sedis
        - Genre Psephosauriscus
        - Genre Saurosphargis
        - Genre Sinocyamodus